# Géographie de Saint-Vincent-et-les-Grenadines
Saint-Vincent-et-les-Grenadines est un état insulaire situé dans les îles sous le vent aux Antilles. Il consiste en une île principale, l'île Saint-Vincent auquel s'ajoute environ les deux tiers situés au nord de l'archipel des Grenadines.
La superficie totale du pays est de 389 km2, dont 344 km2 pour la seule île Saint-Vincent. La capitale, Kingstown est situé sur Saint-Vincent.

## Saint-Vincent
Saint-Vincent est la plus grande île du pays et est d'origine volcanique.
La côte au vent de l'île (est) est très rocheuse, tandis que la côte sous le vent (ouest) est constituée de nombreuses plages de sable fin.
Le point le plus haut de l'île est le volcan de la Soufrière qui culmine à 1 234 m.

## Grenadines
Le pays inclut près des deux-tiers des îles Grenadines.

### Principales îles Grenadines

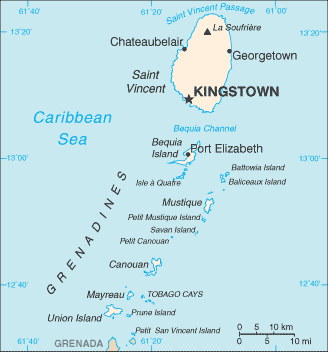

Du nord au sud :
- Bequia
- Petite Nevis
- Isle-à-Quatre
- Bettowia
- Baliceaux
- Moustique
- Petite Moustique
- Savan
- Petite Canouan
- Canouan
- Mayreau
- Les Tobago Cays
- Union
- Petit Saint Vincent
- Palm

## Sources
- CIA World factbook